# Челябинский академический театр драмы имени Наума Орлова
Челя́бинский госуда́рственный академи́ческий теа́тр дра́мы и́мени Нау́ма Орло́ва — драматический театр в Челябинске, основанный в 1921 году, с 1986 года — академический. До 1993 года носил имя Самуила Цвиллинга, ныне — имя художественного руководителя 1987—2003 годов Наума Орлова.

## История театра
9 декабря 1921 года на сцене Народного дома профессиональная труппа провинциального режиссёра П. И. Васильева представила спектакль по драме Владимира Немировича-Данченко «Цена жизни», с этого события принято вести отсчёт истории Челябинского драмтеатра. В том же году театру присвоили имя Самуила Цвиллинга.

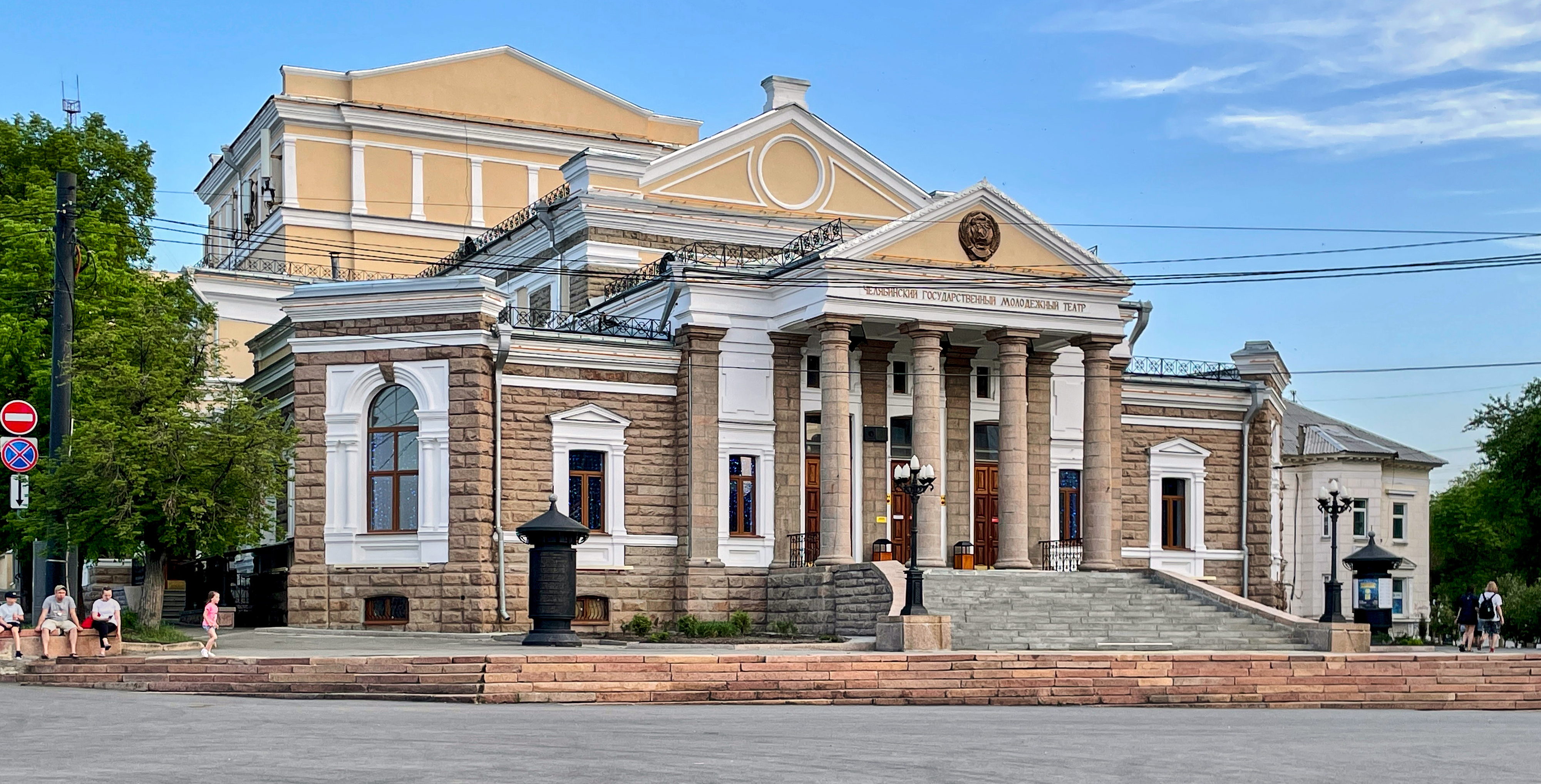
Здание Народного дома, в котором театр проработал до 1982 года

Частная труппа в первые годы существования не имела постоянных актёров, шло постоянное обновление. В некоторых постановках участвовала будущая писательница Лидия Сейфуллина. Спектакль по её совместной с Валерием Правдухиным пьесе «Виринея» был поставлен на сцене Народного дома в 1928 году. Гарантированное государственное финансирование началось с 1930-х годов, тогда же стало складываться ядро коллектива: Софья Вадова, Павел Гаринов, Анастасия Лескова, Иван Рагозин, Анатолий Мазуров.
Когда 1935 году в Челябинске проходили гастроли московского Малого театра, руководство области обратилось к его старейшему актёру Сергею Головину с предложением возглавить Челябинский драмтеатр и поднять его профессиональный уровень. Принявший предложение Головин работал в театре в течение двух сезонов c 1936 по 1938 год.
В 1941 году челябинские актёры уступили свою сцену эвакуированному на Урал Московскому Малому театру, а сами десять месяцев работали в Шадринске. Военное время повлияло на репертуар, в афише стало больше спектаклей героико-патриотической тематики. В 1945 году Челябинский областной драматический театр стал Государственным республиканского подчинения.
В 1950 году театр выехал на первые большие гастроли в Ленинград, затем в Куйбышев.
В 1982 году театр переехал в новое, специально построенное здание по проекту челябинских архитекторов.
В 1986 году театру присвоено почётное звание «академический».
В 1993 году театр выезжал на гастроли в Германию, были показаны «Самоубийца» Н. Эрдмана и «Антихрист» Д. Мережковского в постановке Наума Орлова.
Театр принимал участие в международном Чеховском фестивале в Москве (1996), во Всероссийском фестивале «Русская классика» в Орле, во Всероссийском фестивале имени Ф. Волкова (2001), фестивале «Сцена 2005», в V Международном фестивале «Золотой Конёк» (2006), «Новая драма» (2008) в Москве.
11 августа 2003 года Постановлением № 358 губернатора Челябинской области П. И. Сумина театру присвоено имя Наума Орлова.

### Главные режиссёры
- Сергей Головин (1936—1938)[2]
- Меер Гершт (1938—1942)[3]
- Эммануил Краснянский (1942—1944)[4]
- Давид Манский (1944—1949)[5]
- Николай Медведев (1949—1953, 1956)[6]
- Ефим Брилль (1954—1955)[7]
- Елена Маркова (1955—1958)[1]
- Наум Орлов (1973—2003)[8]
- Владимир Гурфинкель (2005—2008)
- Линас Зайкаускас (2010—2011)[9]
- Марина Глуховская (2012—2014)[1]
- Александр Зыков (2017—2022)[1]

### Новое здание театра

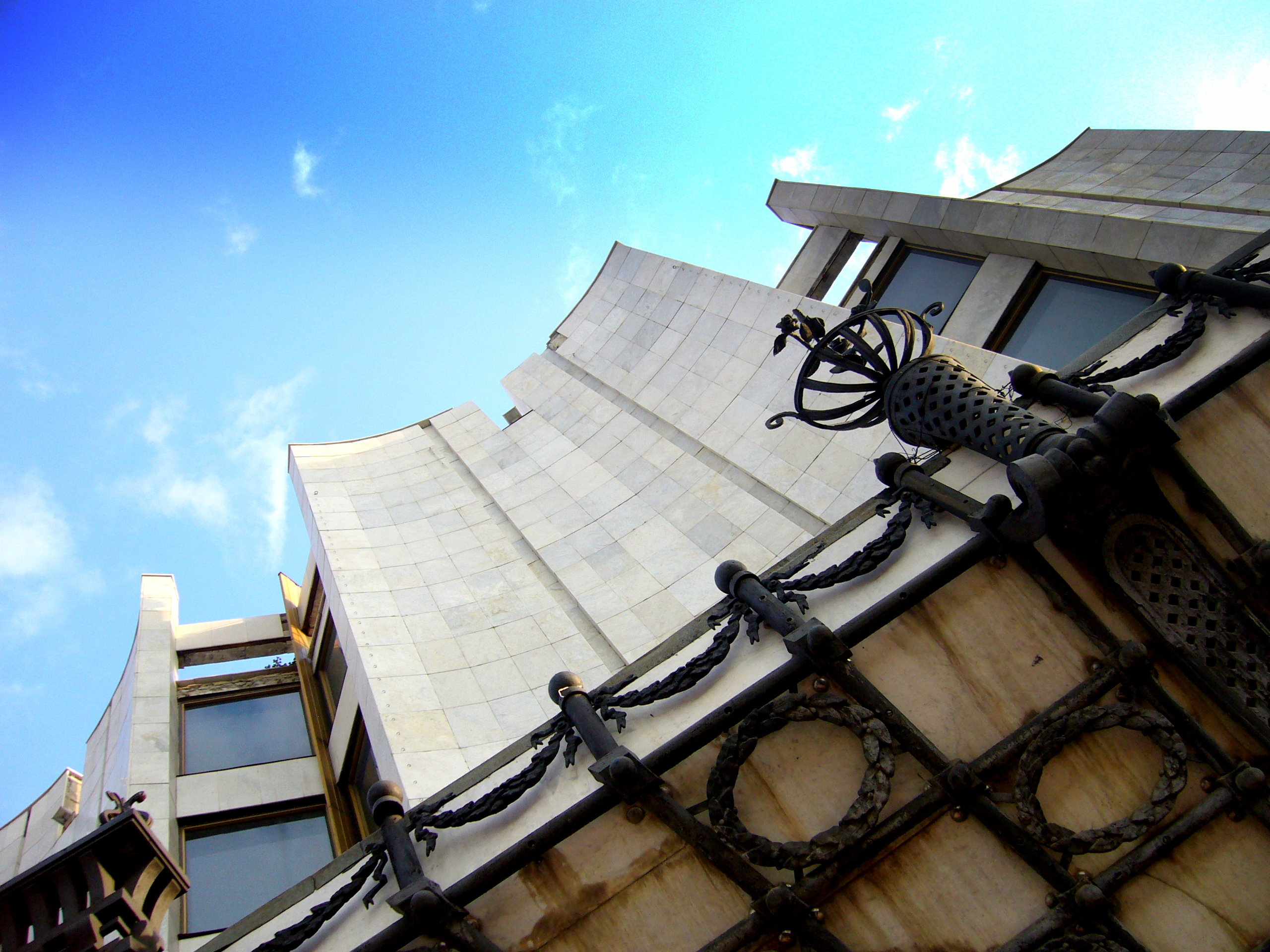
Отделка внешнего фасада

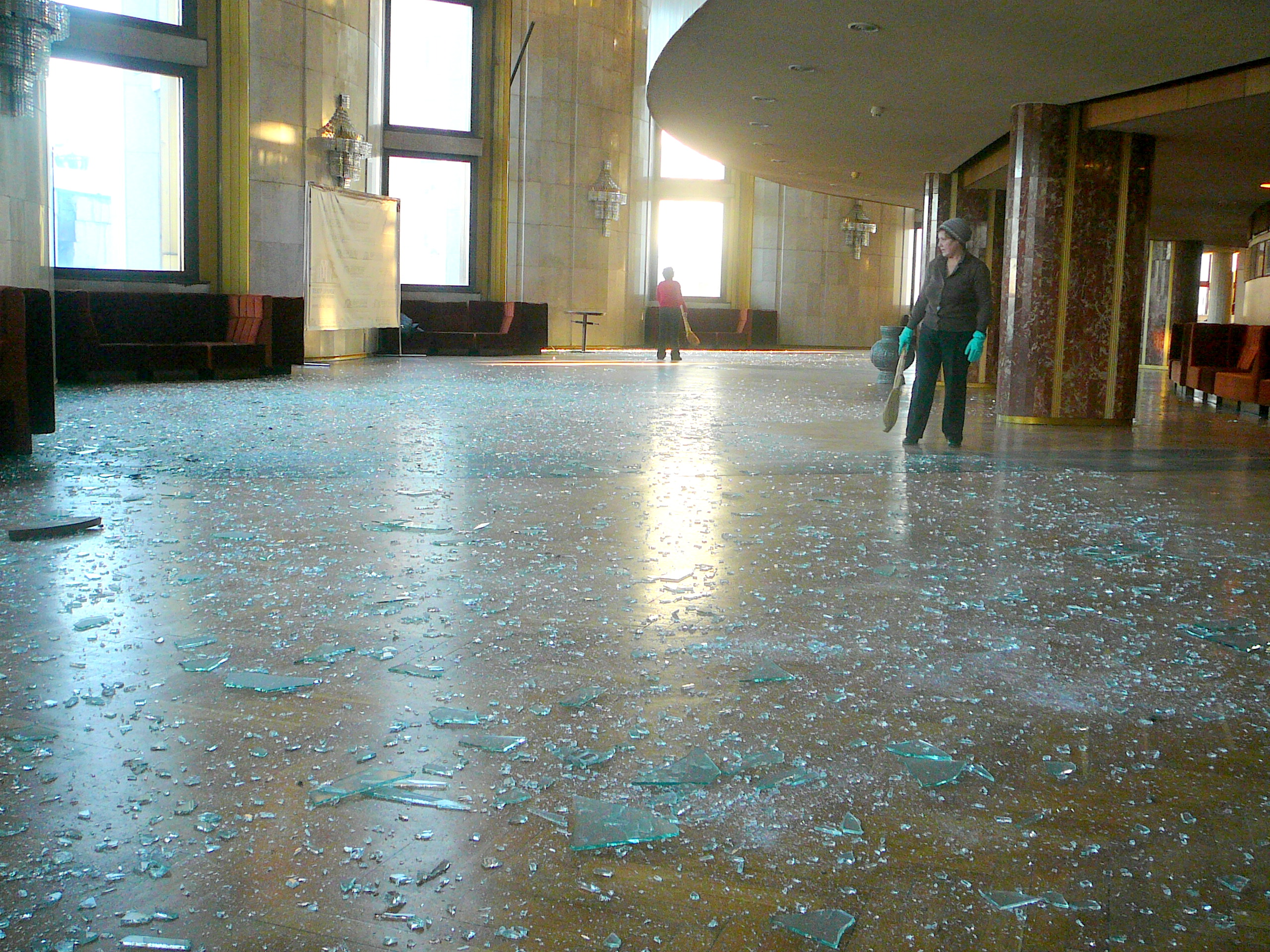
Фойе театра в результате падения метеорита «Челябинск»

Строительство нового здания театра на площади Революции началось в 1973 году. Авторы проекта челябинские архитекторы Б. А. Баранов, В. Л. Глазырин, Д. О. Олтаржевский, Ю. П. Перчаткин, А. И. Рудик, Н. Н. Семейкин, А. Н. Слонимский. Автором идеи вписать объём в овал выступил архитектор Г. А. Ярцев. Помимо большой сцены в основном объёме, в заглубленной части здания отводено пространство для устройства малой сцены.
Переезд состоялся лишь в 1982 году.
В феврале 2013 года остеклённый фасад получил повреждения от ударной волны, возникшей при падении метеорита.
С 2019 по 2024 год в театре был проведён капитальный ремонт: обновлён фасад и установлена архитектурно-художественная подсветка на нём, проведена реставрация интерьеров фойе и реконструкция большого зрительного зала, отремонтированы буфеты и служебные помещения. Во время ремонта спектакли проходили на различных площадках Челябинска и за его пределами.

### Труппа театра
Народные артисты
- Валентина Качурина
- Борис Петров

Заслуженные артисты
- Сергей Акимов
- Елена Дубовицкая
- Владимир Зайцев (з. а. Татарстана)
- Татьяна Каменева (Марус)[15]
- Алексей Мартынов
- Фаина Охотникова
- Татьяна Руссинова
- Ольга Сафронова
- Татьяна Скорокосова
- Галина Степанова (з. а. Киргизии)

Артисты
- Сергей Алешко
- Анастасия Аляева
- Олег Барышев
- Александр Бауэр
- Евгений Болтнев
- Ирина Бочкова
- Борис Власов
- Татьяна Власова
- Дмитрий Волков
- Татьяна Вяткина
- Антонида Гагарина
- Иван Грачёв
- Михаил Гребень
- Антон Дмитров
- Вадим Долговых
- Владимир Жилинский
- Екатерина Зенцова
- Михаил Зузнев
- Ксения Зузнева
- Константин Иванов
- Сергей Исмаилов
- Карина Исмаилова
- Анна Каймашникова
- Наталья Катасонова
- Денис Кирш
- Кирилл Корнев
- Владислав Коченда
- Станислав Масехнович
- Данил Матвеев
- Лариса Меженная
- Алла Несова
- Дмитрий Олейников
- Николай Осминов
- Полина Петрова
- Ольга Побродилина
- Анастасия Пузырёва
- Ольга Рождественская
- Андрей Суворов
- Дарья Сысоева
- Мария Трофимова
- Екатерина Черных
- Сергей Чикурчиков
- Роман Чирков

Прежде игравшие артисты
- Марина Аничкова (1974—2020)[17]
- Лилия Бокарева[18]
- Александр Гусенков (1967— ?)[19]
- Наталья Кутасова (1977—1990)[20]
- Виктор Кругляк (1962—2020)[21]
- Николай Ларионов[22]
- Марина Меримсон (1979—2019)
- Анатолий Скорякин

### Постановки прошлых лет
- 1929 — «Волчья тропа» А. Афиногенова, режиссёр Дмитрий Касьянов
- 1929 — «Малиновое варенье» А. Афиногенова, режиссёр Дмитрий Касьянов
- 1930 — «Чудак» А. Афиногенова
- 1930 — «Шулер» В. Шкваркина
- 1933 — «Страх» А. Афиногенова
- 1934 — «Чужой ребёнок» В. Шкваркина
- 1936 — «Далёкое и близкое» А. Афиногенова, режиссёр В. Медведев
- 1936 — «Ревизор» Н. Гоголя, режиссёр Сергей Головин
- 1937 — «Горе от ума» А. Грибоедова, режиссёр Сергей Головин
- 1937 — «На всякого мудреца довольно простоты» А. Островского, режиссёр В. Медведев
- 1937 — «Стакан воды» Э. Скриба, режиссёр Сергей Головин
- 1938 — «Бешеные деньги» А. Островского, режиссёр Сергей Головин
- 1938 — «Человек с ружьём» Н. Погодина, режиссёр Меер Гершт
- 1939 — «Бесприданница» А. Островского, режиссёр Меер Гершт
- 1939 — «Генеральный консул» братьев Тур и Л. Шейнина
- 1939 — «Мария Тюдор» В. Гюго, режиссёр Меер Гершт
- 1940 — «Большевик» Д. Дэля, режиссёр Меер Гершт
- 1940 — «Кремлёвские куранты» Н. Погодина, режиссёр Меер Гершт
- 1940 — «Опасный поворот» Дж. Пристли, режиссёр Меер Гершт
- 1940 — «Страшный суд» В. Шкваркина
- 1940 — «Чайка» А. Чехова, режиссёр Меер Гершт
- 1941 — «Заговор Фиеско в Генуе» Ф. Шиллера
- 1941 — «Машенька» А. Афиногенова
- 1941 — «Фельдмаршал Кутузов» В. Соловьёва, режиссёр Григорий Дрознес
- 1942 — «Батальон идёт на Запад» Г. Мдивани
- 1942 — «Русские люди» К. Симонова
- 1943 — «Надежда Дурова» К. Липскерова и А. Кочеткова, режиссёр Эммануил Краснянский
- 1943 — «Три сестры» А. Чехова, режиссёр Эммануил Краснянский
- 1944 — «Офицер флота» А. Крона, режиссёр Давид Манский
- 1944 — «Поединок» братьев Тур, Л. Шейнина, режиссёр Давид Манский
- 1944 — «Так и будет» К. Симонова, режиссёр Владимир Люце
- 1946 — «Под каштанами Праги» К. Симонова, режиссёр Владимир Люце
- 1947 — «Русский вопрос» К. Симонова, режиссёр Давид Манский
- 1948 — «Хождение по мукам» по роману А. Толстого, режиссёр Давид Манский
- 1949 — «Заговор обречённых» Н. Вирты, режиссёр Владимир Люце
- 1950 — «Анна Каренина» Л. Толстого
- 1951 — «Горе от ума» А. Грибоедова, режиссёр Н. Медведев
- 1951 — «Закон Ликурга» Н. Базиловского
- 1951 — «Любовь Яровая» К. Тренёва[комм. 1]
- 1952 — «Флаг адмирала» А. Штейна
- 1953 — «Бешеные деньги» А. Островского
- 1954 — «Порт-Артур» И. Попова и А. Степанова
- 1954 — «Сиреневый сад» Ц. Солодаря
- 1954 — «Стакан воды» Э. Скриба, режиссёр Н. Медведев, Ефим Брилль
- 1956 — «Вишнёвый сад» А. Чехова
- 1956 — «Клоп» В. Маяковского, режиссёр Елена Маркова[комм. 2]
- 1957 — «Достигаев и другие» М. Горького, режиссёр Пётр Васильев
- 1957 — «Фабричная девчонка» А. Володина, режиссёр И. Уфимцев
- 1965 — «Перебежчик» братьев Тур, режиссёр Пётр Кулешов
- 1966 — «Конармия» Ю. Добронравова, В. Шалевича, М. Воронцова
- 1970 — «У времени в плену» А. Штейна
- 1971 — «Село Степанчиково и его обитатели» по Ф. Достоевскому, режиссёр В. Панов
- 1974 — «Иосиф Швейк против Франца Иосифа» Б. Рацера
- 1975 — «Русские люди» К. Симонова
- 1977 — «Баня» В. Маяковского
- 1977 — «Беседы при ясной луне» по рассказам В. Шукшина
- 1977 — «Егор Булычов» М. Горького
- 1978 — «Отечество мы не меняем» К. Скворцова
- 1979 — «Деньги для Марии» по повесть В. Распутинa
- 1980 — «Бал манекенов» Б. Ясенского
- 1980 — «Гнездо глухаря» В. Розова
- 1980 — «Жестокие игры» А. Арбузова
- 1980 — «Западная трибуна» К. Скворцова
- 1981 — «Беседы при ясной луне» В. Шукшина
- 1981 — «Фальшивая монета» М. Горького
- 1982 — «Любовь Яровая» К. Тренёва
- 1983 — «Виндзорские насмешницы» У. Шекспира
- 1983 — «Волынщик из Стракониц» Й. Тыла
- 1984 — «Моцарт и Сальери» по А. Пушкину
- 1984 — «Русский вопрос» К. Симонова, режиссёр Наум Орлов, Владимир Милосердов
- 1984 — «Чайка» А. Чехова
- 1985 — «Барабанщица» А. Салынского
- 1985 — «Зинуля» А. Гельмана
- 1985 — «Я — женщина» В. Мережко
- 1986 — «Священные чудовища» Ж. Кокто
- 1987 — «Лес» А. Островского
- 1988 — «Звёзды на утреннем небе» А. Галина
- 1988 — «Привидения» Г. Ибсена
- 1989 — «Самоубийца» Н. Эрдмана
- 1990 — «Декамерон-2» Д. Боккаччо
- 1990 — «Зойкина квартира» М. Булгакова
- 1994 — «Семейный портрет с посторонним» С. Лобозёрова, режиссёр Михаил Филимонов
- 1998 — «…Чума на оба ваши дома!» Г. Горина, режиссёр Наум Орлов
- 2000 — «Вишнёвый сад» А. Чехова, режиссёр Наум Орлов
- 2003 — «Ах, как бы нам пришить старушку…» по пьесе «Дорогая Памела» Д. Патрика, режиссёр Борис Горбачевский
- 2004 — «Поминальная молитва» Г. Горина, режиссёр Владимир Гурфинкель[23]
- 2004 — «Чужой ребёнок» В. Шкваркина, режиссёр Владимир Гурфинкель[24]
- 2005 — «А поутру они проснулись» В. Шукшина, режиссёр Георгий Цхвирава
- 2005 — «ОБЭЖ» Б. Нушича, режиссёр Сергей Пускепалис
- 2005 — «Шесть персонажей в поисках автора» Л. Пиранделло, режиссёр Олег Рыбкин
- 2005 — «Энергичные люди» В. Шукшина, режиссёр Георгий Цхвирава
- 2006 — «Зелёная зона» М. Зуева, режиссёр Владимир Гурфинкель[25]
- 2006 — «Оскар и Розовая Дама» Э.-Э. Шмитта, режиссёр Владимир Гурфинкель[26]
- 2006 — «Самоубийство влюблённых на острове небесных сетей» Т. Мондзаэмона, режиссёр Владимир Гурфинкель[27]
- 2007 — «Настасья Филипповна» по мотивам романа Ф. Достоевского «Идиот», режиссёр Владимир Гурфинкель[28]
- 2007 — «Я была в доме и ждала, чтоб дождь пришёл» Ж. Л. Лагарса[комм. 3]
- 2008 — «Волки и овцы» А. Островского, режиссёр Аркадий Кац[29]
- 2008 — «Портрет Дориана Грея» О. Уайльда, режиссёр Андрей Житинкин[30]
- 2008 — «Ханума» А. Цагарели и Г. Канчели, режиссёр Михаил Филимонов[31]
- 2008 — «Четвёртый стул» Т. Гуэрры, режиссёр Андрей Абрамов[32]
- 2008 — «Я была в доме и ждала, чтоб дождь пришёл» Ж.-Л. Лагарса, режиссёр Кристин Жоли[гаит.][33]
- 2009 — «Божьи одуванчики» А. Иванова, режиссёр Пётр Орлов[34]
- 2009 — «Голодранцы-аристократы» Э. Скарпетта[итал.], режиссёр Паоло Эмилио Ланди[35]
- 2009 — «Правда — хорошо, а счастье лучше» А. Островского, режиссёр Михаил Филимонов[36]
- 2009 — «Человек, который платит» по пьесе И. Жамиака «Все оплачено!» или «Месье Амилькар платит!», режиссёр Михаил Филимонов[37]
- 2010 — «Повесть о юности и любви» по повести Б. Васильева «Завтра была война», режиссёр Михаил Филимонов[38]
- 2010 — «Похороните меня за плинтусом» П. Санаева, режиссёр Олег Плаксин[39]
- 2010 — «Спасибо, Марго!» В. Мухарьямова, режиссёр Пётр Орлов[40]
- 2011 — «Для чего часам стрелки?» по пьесе «Берег неба» В. Асовского и Л. Зайкаускаса, режиссёр Линас Зайкаускас[41]
- 2011 — «Картины московской жизни» по трилогии А. Островского о Бальзаминове, режиссёр Владимир Голуб[42]
- 2011 — «Нина. В стране снов» по произведениям А. Толстого, режиссёр Пётр Шерешевский[43]
- 2011 — «Примадонны» К. Людвига[англ.], режиссёр Михаил Филимонов[44]
- 2012 — «Любовь до…» А. Николаи[итал.], режиссёр Николай Осминов[45]
- 2014 — «Баба Шанель» Н. Коляды, режиссёр Семён Филиппов[46]
- 2016 — «Афинские вечера» П. Гладилина, режиссёр Марина Аничкова[47]
- 2018 — «Алексей Каренин» В. Сигарева, режиссёр Евгений Маленчев[48]
- 2019 — «А песня тоже воевала…» (спектакль-концерт), режиссёр Александр Зыков[49]
- 2019 — «Курт» Р. Дымшакова, И. Васьковской, С. Вяткина, Е. Гуземы, Д. Уткиной, режиссёр Александр Черепанов[50]

- Данные о постановках 1936—2007 годов приведены по базе интернет-портала Челябинской области, а также с официального сайта тетра.

## Современный репертуар
- «12 стульев»
- «Андреева ночь»
- «Афёра по-французски»
- «Безымянная звезда»
- «Бешеные деньги»
- «Время женщин»
- «Дачники»
- «Девочки с Васильевского острова»
- «Демоны»
- «Дети ворона»
- «Дикая утка»
- «Дом Бернарды Альбы»
- «Дон Жуан, или любовь к геометрии»
- «Доходное место»
- «Женитьба»
- «За чертой»
- «Королевские игры»
- «Леди на день»
- «Мой блистательный развод»
- «Номер 6»
- «Отец Первый»
- «Под одной крышей»
- «Портрет 2.0»
- «Продавец дождя»
- «Пять вечеров»
- «Сейчас или никогда»
- «Скамейка»
- «Странная миссис Сэвидж»
- «Три сестры»
- «Убийца»
- «Царский подарок»
- «Человек»
- «Шесть блюд из одной курицы»
- «Шинель»
- «Out of order или тринадцатый номер»

Репертуарные спектакли приводятся с афиши театра.

## Награды
- Лауреат всероссийской премии «Окно в Россию» (1999) в номинации «Театр года» — за спектакли «Женитьба Белугина» А. Островского и «…Чума на оба ваши дома!» Г. Горина в постановке Наума Орлова[1];
- Благодарность Президента Российской Федерации (8 августа 2022) — за заслуги в развитии отечественной культуры и искусства, многолетнюю плодотворную деятельность[52].

## Комментарии
1. ↑  Спектакль «Любовь Яровая» был удостоен Сталинской премии[6].
2. ↑  Спектакль «Клоп» стал лауреатом Всесоюзного фестиваля театров, не сходил со сцены 15 лет, всего был сыгран 230 раз. В 1958 году был записан и показан по Центральному телевидению[1]
3. ↑  «Я была в доме и ждала, чтоб дождь пришёл» (2007) — первая постановка пьесы французского драматурга не только в России, но и на мировой сцене, осуществлённая ученицей Лагарса Кристин Жоли. Спектакль выезжал в Екатеринбург на семинар современной французской драматургии, проводимый Альянс Франсез, а также на «Новую драму» в Москву (2008)[1]